# An Essay on Matisse
An Essay on Matisse è un documentario cortometraggio del 1996 diretto da Perry Wolff e basato sulla vita del pittore francese Henri Matisse.

## Riconoscimenti
- Premio Oscar 1997
  - Candidatura come miglior cortometraggio documentario (Perry Wolff)